# Grünau im Almtal
Grünau im Almtal je obec v rakouské spolkové zemi Horní Rakousy, v okrese Gmunden. V obci žije přibližně 2 100 obyvatel.

## Geografie
Grünau leží v oblasti Solné komory v nadmořské výšce 528 metrů. Údolím protéká řeka Alm.

## Pamětihodnosti

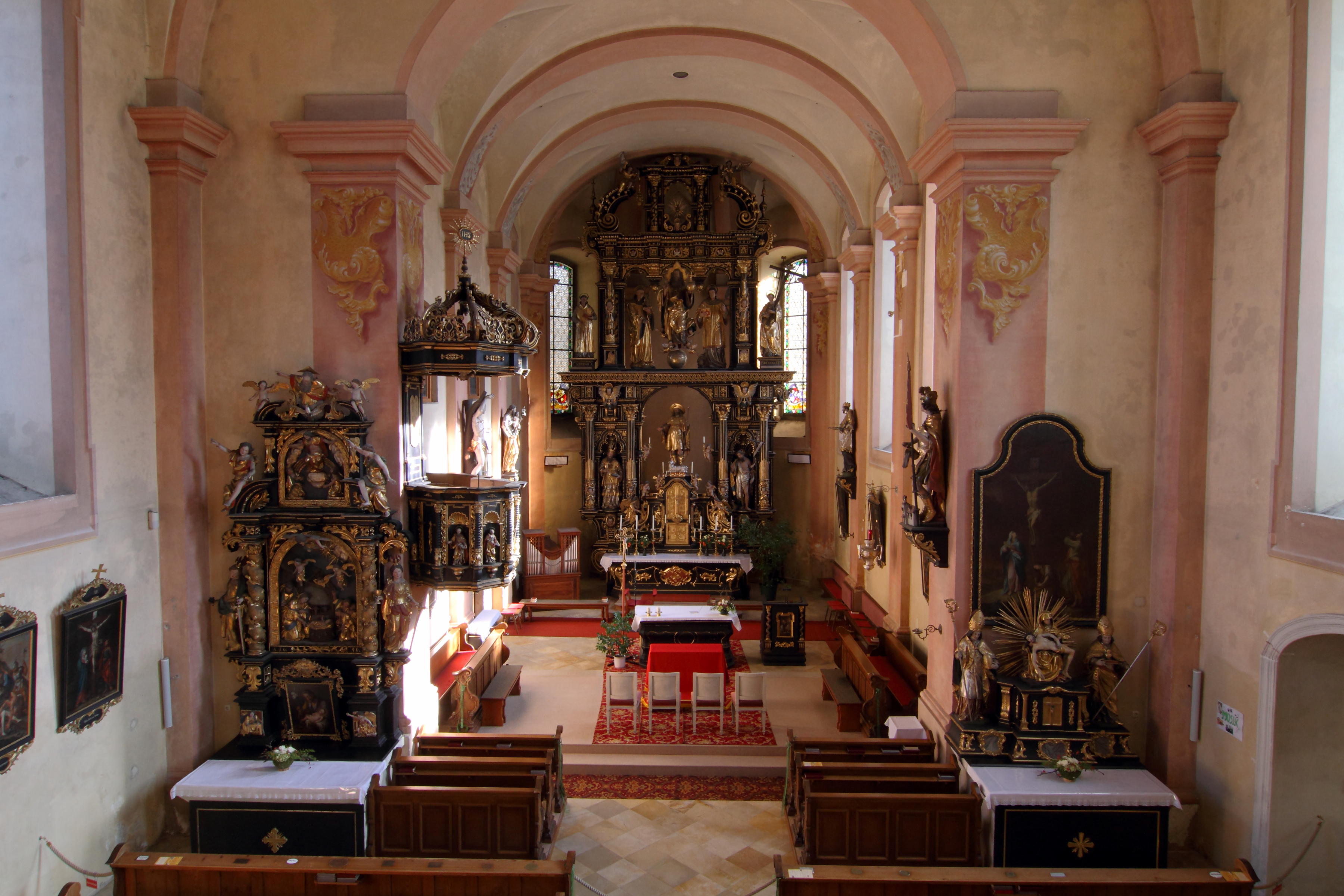
Interiér kostela

- Kostel svatého Jakuba. S jeho stavbou se začalo počátkem 18. století, když církevní patronát nad oblastí kolem Grünou získalo benediktinské opatství v Kremsmünsteru. Dokončen byl v roce 1710. Kostelní věž je vysoká 35 metrů. Jeho hlavní oltář, jehož některé části pocházejí už z 16. století, byl nejpozději v roce 1718 přenesen právě z Kremsmünsteru. Architektem oltáře byl truhlář Hans Krumper (1570–1634). Ústřední postavou oltáře je socha sv. Jakuba, po jehož stranách stojí plastiky starozákonního kněze  Melchidesecha a svatého Jana Nepomuckého. Obě poslední sochy pocházejí z ruky Hanse Deglera (1564–1635) a vznikly ve 2. desetiletí 17. století. Nad nimi je další trojice plastik, znázorňujíci Boha Otce, Benedikta z Nursie a Agapita z Palestriny. Jsou dílem Hanse Peyssera z Norimberka a vznikly v roce 1531.[2] Centrum levého postranního oltáře tvoří reliéf Narození Ježíše Krista. Spolu s další plastickou výzdobou je dílem gmundenského sochaře Michala Zürna ml. (1654–1698). Dílo je nápisem datované do roku 1690. Ozdobou pravého postranního oltáře je pozdně gotická plastika Madony z konce 15. století. Postranní sochy svatého Ambrože a svatého Augustina pocházejí z poloviny 17. století. Obrazy Křížové cesty vznikly na konci 18. století. Kazatelna s plastikami apoštolů a Krista jako Dobrého pastýře vznikla v Kremsmünsteru kolem roku 1690. Je dílem Urbana Remeleho.[3]
- Fara postavená po převzetí farnosti kremsmünsterským opatstvím v roce 1694. V její kapli se nachází pozdně gotická dřevěná plastika svatého Wolfganga z dílny Lienharda Astla z Hallstattu.
- Kaple u pramenu sv. Jakuba ze 17. století.

## Sport
Ve vsi působí fotbalový klub UFC Drack Bau Grünau. Domácí zápasy se hrají na fotbalovém hřišti zvaném Sportplatz Union Grünau.

## Ostatní
Nedaleko jezera Almsee se nachází Hubertihaus, lovecký zámeček rodu Hannoverů.

## Galerie

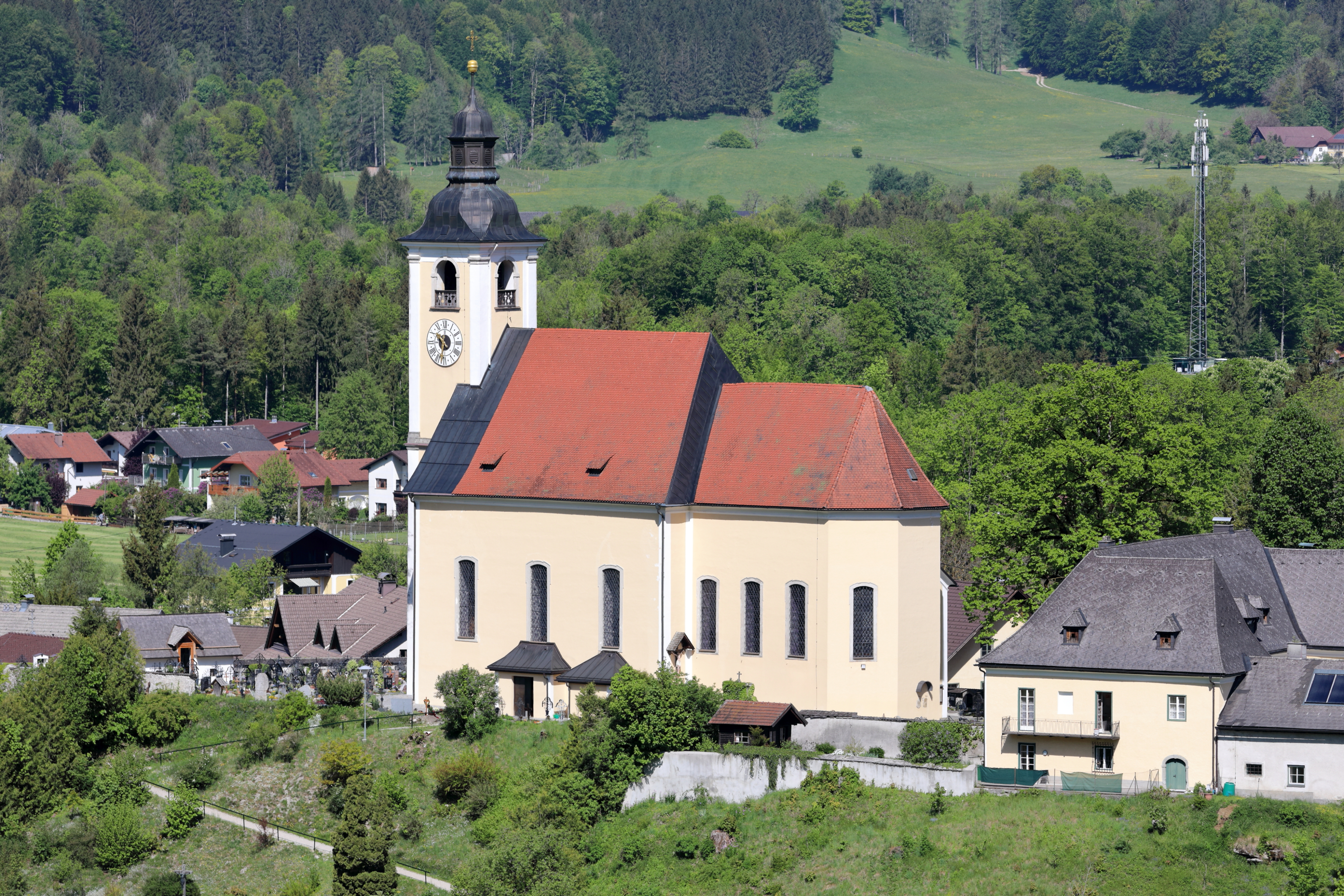
Kostel sv. Jakuba
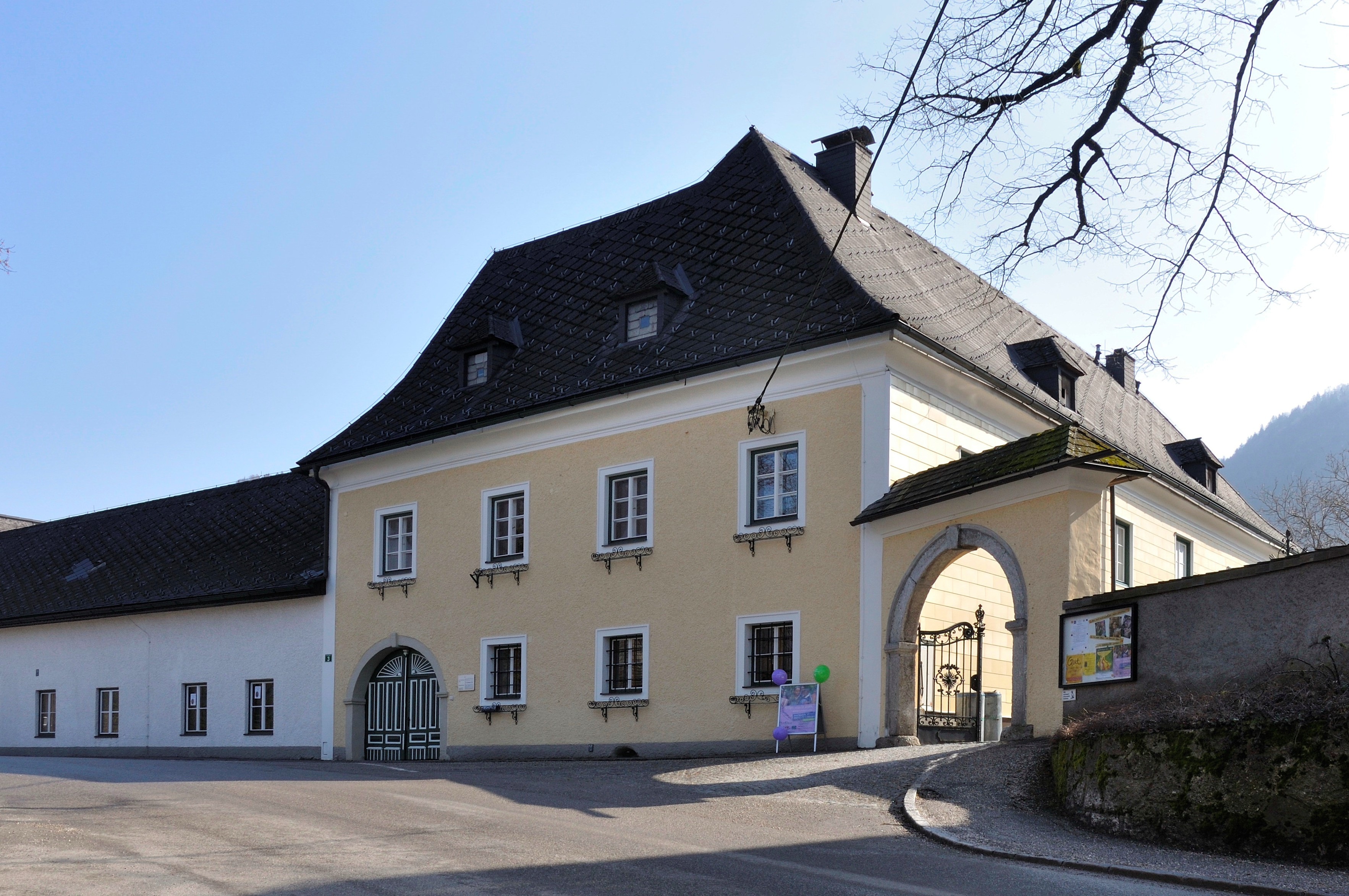
Fara
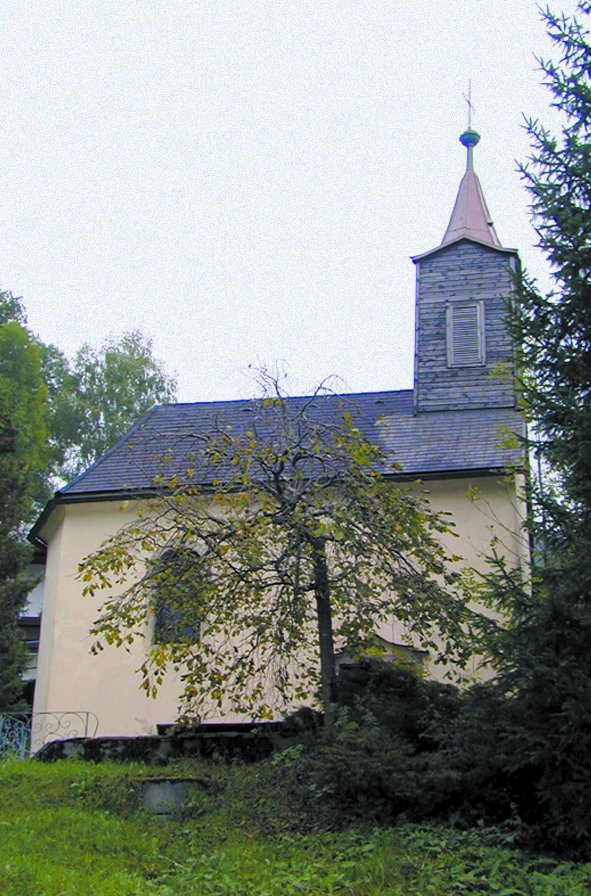
Kaple u svatojakubského pramene
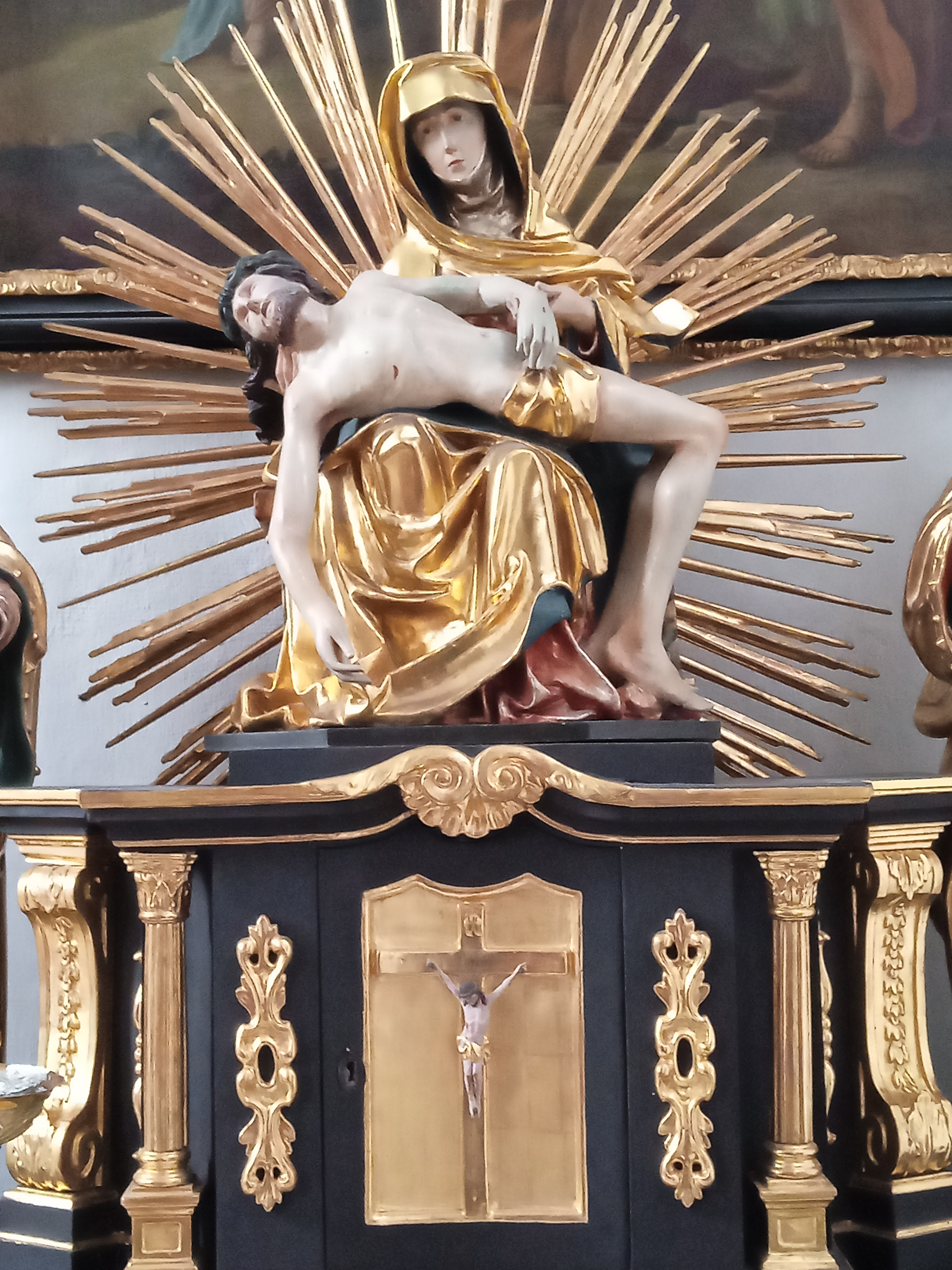
Pozdně gotická Madona na pravém postranním oltáři
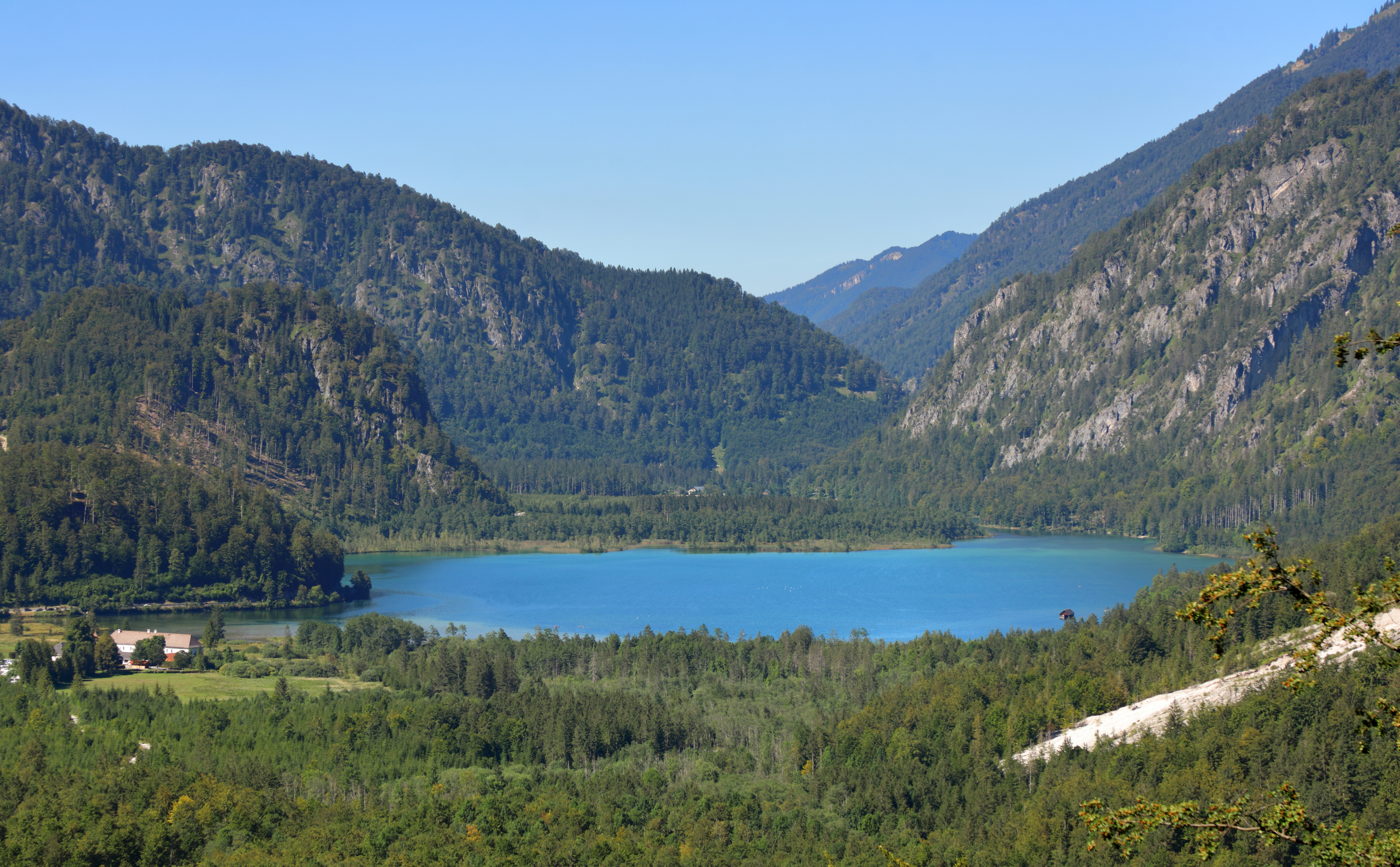
Jezero Almsee